# Tatort: Freiwild
Freiwild ist ein Krimi der ARD-Reihe Tatort aus dem Jahr 1984. In seinem fünften Tatort muss Hauptkommissar Walther die mysteriöse Todesserie von Obdachlosen in Berlin sowie den Mord an einer jungen Frau im Park aufklären.

## Handlung
Dr. Konrad Ansbach hat ein Serum entwickelt, mit dem Leberzirrhosen behandelt werden können, doch sein Bruder Gerd, der Apotheker und sein Investor ist, verlangt Rendite und ist ungeduldig, weil Dr. Ansbach seine Forschungen bislang nur an Ratten durchgeführt hat und noch immer keine Zulassung vorliegt. Kurz darauf finden die Obdachlosen Schwertfeger, Schröder und Nante eine erschlagene Frau im Tiergarten. Kriminalassistent Stettner ermittelt mit dem Hospitanten von Lipinski am Tatort und findet dort Spuren der Obdachlosen, die nach dem Fund geflohen waren. Nachdem sie die Männer im Park angetroffen haben, nehmen sie sie mit ins Präsidium zu Kommissar Walther. Dieser vernimmt Maxe Schröder, von Lipinski und Kutte Schwertfeger, doch die Vernehmungen bleiben ohne Ergebnis. Erst später stellt sich der Mord als Eifersuchtstat des Ex-Verlobten der Frau heraus.
Schwertfeger bricht kurz nach der Vernehmung vor dem Präsidium zusammen und wird dabei von einem Auto tödlich erfasst, als er auf die Straße fällt. Dr. Ansbach ist bestürzt, als er diese Nachricht in der Zeitung liest. Er sucht seinen Bruder Gerd auf. Der beschwichtigt ihn, aber Dr. Ansbach ist besorgt, weil ein Bluttest sein Serum nachweisen würde.
Die Presse gibt der Polizei die Schuld an dem Tod Schwertfegers. Im Mordfall der Frau im Tiergarten kommen die Beamten nicht weiter. Unterdessen plagen Dr. Ansbach Selbstzweifel und Gewissensbisse, doch Gerd Ansbach will die Medikamentenexperimente fortsetzen. Er lockt wenige Tage später einen weiteren Obdachlosen in seine Apotheke, um ihn für die Medikamententests zu gewinnen; ein weiterer Obdachloser kommt freiwillig in seine Apotheke, um sich behandeln zu lassen. Gerd Ansbach schickt beide zu seinem Bruder Konrad und stellt diesen als einen „Philanthropen“ dar, der aus reiner Menschenfreundlichkeit den Leuten helfen würde. So finden sich immer mehr Obdachlose, da sich herumgesprochen hat, dass Dr. Ansbach ihnen kostenlos hilft. Er behandelt die Obdachlosen mit seinem Serum, doch quälen ihn auch Gewissensbisse. Kurze Zeit später findet der Obdachlose Harry seinen Leidensgenossen Karschunke, dem es sehr schlecht geht und der an starken Schmerzen leidet. Harry kann ihm nicht helfen. Karschunke wird am nächsten Tag tot in seinem Nachtquartier aufgefunden. Kommissar Walther möchte herausfinden, ob es einen Zusammenhang zwischen den Todesfällen der beiden obdachlosen Männer gibt, und veranlasst eine Obduktion beider Opfer.
Bei Karschunke wird eine Leberzirrhose diagnostiziert, so dass sie als Todesursache angenommen wird. Allerdings stellen die Rechtsmediziner in seinem Blut auch einen unbekannten Stoff fest, der kein Bestandteil bekannter Medikamente ist. Zudem finden sie am Arm des Toten eine Injektionsstelle, die erst einige Tage alt ist. Stettner hört sich erneut in der Obdachlosenszene im Tiergarten um und erfährt so, dass Karschunke öfter eine Apotheke aufsuchte. Dr. Ansbach führt indessen einen Selbstversuch durch, indem er sich selbst das Serum injiziert. Trotz erhöhter Temperatur und Schweißausbrüchen behauptet er seinem Bruder gegenüber, dass es ihm gut gehe.
Dr. Ansbach macht sich Sorgen, weil beide Obdachlose, denen er das Mittel injiziert hatte, nicht mehr bei ihm aufgetaucht sind. Er sucht nach den beiden in einer Obdachlosenunterkunft, als er plötzlich einen Zusammenbruch erleidet. Später berichtet er seinem Bruder, dass er jetzt die richtige Injektionsdosis gefunden habe und er damit am Ziel seiner Forschungen sei.
Kommissar Walther erhält unterdessen den Obduktionsbericht von Schwertfeger, auch dieser litt an Leberzirrhose und hatte die gleiche unbekannte Substanz im Blut wie Karschunke. Walther und Stettner suchen Gerd Ansbach auf. Der gibt sich ahnungslos und behauptet, keine Obdachlosen als Kunden zu haben. Er habe lediglich vor kurzem einem Obdachlosen harmlose Magentropfen gegeben, ansonsten sei es nie zu Kontakten mit den Obdachlosen gekommen. Ansbach wird jedoch nervös und sucht seinen Bruder auf, um ihn zu informieren, dass ein zweiter toter Obdachloser gefunden wurde.
Am Abend sucht der Obdachlose Peter Schmidt, dem Dr. Ansbach sein Serum verabreicht hatte, diesen auf und klagt über starke Schmerzen. Als Dr. Ansbach seinen Wagenschlüssel holen will, um ihn in die Praxis zu bringen, entwendet Schmidt eine angebrochene Flasche Wein und verschwindet damit. Als er sie austrinkt, bricht er auf offener Straße zusammen und wird in ein Krankenhaus gebracht. Von einem Journalisten erfährt der Hospitant Lipinski davon. Walther sucht Gerd Ansbach auf. Der bestreitet, etwas mit dem Mann zu tun zu haben. Allerdings wurde in der Kleidung von Peter Schmidt der Korken eines seltenen und teuren Weins gefunden; eine solche Flasche hatte Walther auch im Apothekenbüro Ansbachs stehen sehen. Der gibt an, die Flasche aus dem Nachlass seines Vaters zu haben; er habe vielen Leuten Flaschen dieses Weines geschenkt; Schmidt könnte den Korken auch aus einem Mülleimer haben.
Walther hat herausgefunden, dass der Bruder von Ansbach Arzt ist und über Leberzirrhose forscht. Er sucht Dr. Ansbach auf, der sich selbst als hilfsbereiter Arzt ausgibt. Er habe jedoch Obdachlose wie Karschunke nie selbst behandelt, sondern sie an Spezialisten oder ins Krankenhaus verwiesen. Die Wasserpolizei findet unterdessen Felix Schlüter, einen weiteren Obdachlosen, tot auf. Dieser hat ein Taschentuch mit den Initialen „K.A.“ bei sich, was Walther als einen Hinweis auf Dr. Konrad Ansbach deutet. Die Obdachlosen, die den Verdacht haben, vergiftet zu werden, ziehen in einer großen Gruppe zur Villa Ansbach, wo gerade eine Gartenparty mit vielen Gästen stattfindet. Walther und sein Team treffen in der Villa ein, weil sie Dr. Ansbach im Auge behalten wollen, und sind erstaunt über die Obdachlosen in dessen Villa. Walther kommt dazu, als einer der Obdachlosen meint, Dr. Ansbach habe sie mit „Freiwild“ verwechselt, mit dem man Versuche unternehmen kann. Walther will die Männer des Hauses verweisen, doch Dr. Ansbach hält ihn davon ab, denn er will vor diesen Leuten ein Geständnis ablegen und seine Beweggründe erläutern.

## Entstehung & Veröffentlichung
Die vom Sender Freies Berlin produzierte Folge wurde vom 25. Juli bis zum 29. August 1983 im SFB-Studio Berlin/West gedreht. Die Außenaufnahmen entstanden in West-Berlin. Das Szenenbild stammt von Frank Hein, die Kostüme von Birgit Gruse. Den Ton verantwortete Klaus Vogler. 
Die Erstausstrahlung am 5. Februar 1984 in der ARD konnte 20,9 Mio. Zuschauer erreichen, was einem Marktanteil von 53 % entsprach. Die Kritiker der Fernsehzeitschrift TV Spielfilm lobten die starke Besetzung, „aber Staudtes letzter Film ist einfach spannungslos“. Der Teil sei „kein Highlight der Reihe“.